# راي أولريش
راي أولريش (بالإنجليزية: Ray Ulrich)‏ هو لاعب كرة قدم أمريكية أمريكي، ولد في 1899 في شيكاغو في الولايات المتحدة، وتوفي في 11 يوليو 1950 في مقاطعة توسكالوسا في الولايات المتحدة.